# افغانستان در ۲۰۰۵
حوادث ذیل به ترتیب ماه‌ها در سال ۲۰۰۵ در افغانستان به‌وقوع پیوست.

## متولیان امور
- رئیس‌جمهور: حامد کرزی
- معاون اول: احمد ضیاء مسعود
- معاون دوم: کریم خلیلی
- قاضی‌القضات: فضل هادی شینواری

## فوریه
در ماه فوریه ۲۰۰۵، جان مکین، سناتوری آمریکایی خواستار ایجاد پایگاه‌های دائمی نظامی ایالات متحده آمریکا در افغانستان شد و گفت که این‌گونه پایگاه‌ها «به نفع مردم آمریکا خواهد بود، چون منافع امنیتی درزامدت در منطقه داریم».
او این سخنان را هنگام دیدار با حامد کرزی، رئیس‌جمهور افغانستان در کابل به عنوان بخشی از یک هیئت پنج نفره سنای آمریکا بیان کرد که برای گفت‌گو دربارهٔ موضوعات امنیتی در منطقه سفر می‌کرد. هیلری کلینتون، سناتور آن زمان که سپس وزیر امور خارجه ایالات متحده برگزیده شد، نیز شامل این هیئت بود.

## مارس
- در اوسط ماه مارس، جنرال ریچارد مایرز، رئیس ستاد مشترک ارتش ایالات متحده آمریکا خطاب به خبرنگاران در کابل گفت که وزارت خارجه آمریکا در حال حاضر امکان‌سنجی این‌گونه پایگاه‌های نظامی دائمی را مورد مطالعه قرار می‌دهد. در پایان ماه مارس، ارتش ایالات متحده آمریکا اعلام کرد که در دو پایگاه اصلی هوایی خود در افغانستان؛ میدان هوایی بگرام در شمال کابل و میدان هوایی نظامی قندهار در جنوب کشور، ۸۳ میلیون دلار را مصرف نموده‌است.

## آوریل
- در جریان سفر غیرمنتظره دونالد رامسفلد، وزیر دفاع ایالات متحده آمریکا به کابل، حامد کرزی، رئیس‌جمهور افغانستان دربارهٔ احتمال حضور دائمی نظامی ایالات متحده آمریکا اشاره کرد و گفت که او نیز در این باره با رئیس‌جمهور بوش صحبت کرده‌است. اما رامسفلد دربارهٔ این‌که آیا ایالات متحده آمریکا خواستار ایجاد پایگاه‌های نظامی دائمی در افغانستان هست یا خیر، چیزی نگفت بلکه تصریح کرد که تصمیم نهایی توسط کاخ سفید اتخاذ خواهد شد

## می
- اعتراضات و راه‌پیمایی‌ها به دلیل نشر گزارش نادرست توسط هفته نامه‌ای نیوزویک (Newsweek) دربارهٔ هتک حرمت به قرآن از سوی مستنطق‌های آمریکایی شعله‌ور شد و به بزرگ‌ترین اعتراضات ضد آمریکایی پس از هجوم آمریکا در سال ۲۰۰۱ به افغانستان مبدل گشت. مظاهره‌کنندگان در این راه‌پیمایی خواستار رد ایجاد پایگاه‌های دائمی نظامی آمریکا از سوی دولت افغانستان شدند.

## ژوئن
- ۲۷ ژوئن – عملیات بال‌های سرخ به رهبری آمریکا آغاز شد.